# Estación La Clarita
La Clarita es la estación de ferrocarril de la localidad homónima en la Provincia de Entre Ríos, República Argentina.

## Servicios
Está ubicada entre las estaciones de Elisa y Arroyo Barú.